# Tegira
Tegira (en grec antic: Τεγύρα) fou petita població de l'antiga Grècia situada a la regió de Beòcia. Es tractava d'una localitat depenent de la polis d'Orcomen, a escassos 5km, que acollia el santuari d'Apol·lo Tegireu, amb un oracle d'època arcaica.
La població de Tegira estava situada en un pujol sobre l'actual vila de Pirgos, al municipi d'Orcomen, amb una acròpolis fortificada. A un quilòmetre de distància s'observen restes d'un temple, que correspon amb el santuari de l'oracle de Tegira, ja abandonat al segle iv aC. L'oracle arribà a gaudir d'un gran prestigi i, segons la tradició local, la muntanya al peu de la qual es trobava Tegira, anomenada Delos, era el veritable lloc de naixement d'Apol·lo, i no pas l'illa de Delos.
El 375 aC es produí una batalla en la qual els tebans, dirigits per Pelòpides, van derrotar els espartans: la batalla de Tegira.